# デカビタC
デカビタC（デカビタシー、DEKAVITA C）は、サントリーフーズが発売している栄養飲料。

## 概要
1992年3月に販売開始。炭酸入りの栄養飲料である。発売当時の栄養飲料は100ml前後の瓶が定番商品であったが、瓶では異例の大容量210mlで販売。デカビタCのネーミングも"デッカイビタミンC"からきている。
商品開発のきっかけは、担当者が塾に向かう小学生が競合企業の栄養炭酸飲料を2本まとめて持っている姿を見たことである。90年代初頭、一般に浸透している栄養素はビタミンCぐらいしかなく、そのビタミンCがたくさん入っていることがシンプルに伝わったことがヒットにつながったとブランド開発担当が後に振り返っている。
広告には競合ドリンクがプロ野球選手を登場させていたのに対し差別化を図り、三浦知良を起用。Jリーグが開幕した年（1993年）と重なり、商品ヒットにつながった。
その後、栄養ドリンク市場全体が下降傾向に入り、2000年代初頭から売り上げが伸び悩むこととなる。デカビタCも広告展開が縮小し、テレビコマーシャルも2002年に一時停止する。2000年代後半にペットボトルの栄養炭酸飲料や、缶タイプのエナジードリンクが消費者から支持され始め、再び注目される。デカビタCも2006年にコンビニチェーン限定のボトル缶タイプが発売され、2011年には500mlのペットボトルのデカビタC ダブルチャージを販売している。2017年にペットボトル版に焦点をあてたテレビコマーシャルを放映し、15年ぶりにテレビコマーシャルが再開した。

## 製品ラインナップ
- デカビタC
  - 2017年からは自動販売機専用の240ml缶が発売されている。
- デカビタパワー
  - 2023年4月に「デカビタC ダブルスーパーチャージ[3]」と「デカビタC GIGANT（ギガント、2022年6月発売[4]）」が統合され、パッケージデザインをリニューアルしたもの。430mlペットボトル（自動販売機限定）、500mlペットボトル、600mlペットボトル（コンビニエンスストア限定）の3つの容量がある。
- デカビタC ゼロ マルチビタミン
- おうちドリンクバー デカビタC - 2024年9月2日に発売された濃縮タイプ[5]

### 製造終了
- デカビタC ゼロ
- デカビタC パワーボンベ
  - 夏シーズンにコンビニエンスストア限定で販売していた490mlのボトル缶。
- デカビタC マルチビタミンチャージ
  - 2015年10月発売[6]。
- デカビタC ダブルスーパーチャージ ゼロ
- デカビタC フルーツパンチ
  - 2022年12月発売。600mlの大容量サイズ。期間限定品。
- DEKAVITA KING（デカビタ キング）【機能性表示食品】
  - 2022年3月発売。発売30周年を記念したもので、カフェイン・ビタミンB群・ナイアシンを増量し、機能性関与成分としてGABAを配合したブランド初の機能性表示食品[7]。
- デカビタC ゼリー
- デカビタC スポーツゼリーW
- デカビタC ぶどう糖チャージゼリー
  - 2018年12月発売。期間限定品[8]。
- デカビタC フレーフレーゼリー
  - 「デカビタC ゼリー」の自動販売機専用ペットボトル版。
- デカビタC フローズンエナジー